# اخلاق گفتمان
اخلاق گفتمان نوعی شیوهٔ استدلال است که با بررسی پیش‌فرض‌های گفتمان، تلاش دارد حقیقت‌های هنجاری یا اخلاقی را مشخص کند. انواع مختلفِ این استدلال در تدوینِ اخلاق مساوات‌طلبانه و نیز اخلاقِ لیبرترینیسم کاربرد داشته‌است.
یورگن هابرماس و کارل اتو آپل بنیان‌گذاران اخلاق گفتمانِ مدرن هستند.